# Лутер (ТВ серија)
Лутер је британска криминалистичка серија која се приказује на каналу ББЦ 1 од 4. маја 2010. године. Насловну улогу у серији тумачи Идрис Елба.

## Опис
Радња серије се врти око истопрезименог главног лика који је по занимању полицајац.

## Улоге
- Идрис Елба као Џон Лутер
- Рут Вилсон као Алис Морган (сезоне 1−3, 5)
- Стивен Мекинтош као Ијан Рид (сезона 1)
- Индира Варма као Зои Лутер (сезона 1)
- Пол Мекган као Марк Норт (сезоне 1−2)
- Саскија Ривс као Роуз Телер (сезона 1)
- Ворен Браун као Џастин Рипли (сезоне 1−4)
- Дермот Кроули као Мартин Шенк
- Ники Амука-Берд као Ерин Греј (сезоне 2−3)
- Ејми-Фион Едвардс као Џени Џоунс (сезона 2)
- Кирстон Вејринг као Керолин Џоунс (сезона 2)
- Шона Гилрој као Мери Деј (сезона 3)
- Дејвид О’Хара као Џорџ Старк (сезона 3)
- Мајкл Смајли као Бени Силвер (главни: сезоне 4− ; епизодни: сезоне 1−3)
- Дарен Бојд као Тео Блум (сезона 4)
- Роуз Лезли као Ема Лејн (сезона 4)
- Лора Хедок као Меган Кентор (сезона 4)
- Патрик Малахајд као Џорџ Корнелијус (сезоне 4−5)
- Вунми Мосаку као Кетрин Халидеј (сезона 5)

## Епизоде
| Сезона | Сезона | Епизоде | Епизоде | Оригинално емитовање | Оригинално емитовање |
| Сезона | Сезона | Епизоде | Епизоде | Премијера            | Финале               |
| ------ | ------ | ------- | ------- | -------------------- | -------------------- |
|        | 1.     | 6       | 6       | 4. мај 2010.         | 8. јун 2010.         |
|        | 2.     | 4       | 4       | 14. јун 2011.        | 5. јул 2011.         |
|        | 3.     | 4       | 4       | 2. јул 2013.         | 23. јул 2013.        |
|        | 4.     | 2       | 2       | 15. децембар 2015.   | 22. децембар 2015.   |
|        | 5.     | 4       | 4       | 2018.                | ( )                  |